# بووژر (لوئیزیانا)
بووژر (به انگلیسی: Bossier City) شهری در ایالت لوئیزیانا کشور ایالات متحده آمریکا است که جمعیت آن در سرشماری سال ۲۰۱۰ میلادی، ۶۱٬۳۱۵ نفر بوده‌است.